# Francisco Franco
Francisco Paulino Hermenegildo Teódulo Franco y Bahamonde (4 tháng 12 năm 1892 – 20 tháng 11 năm 1975), thường được gọi là Francisco Franco /fɾanˈθisko ˈfɾaŋko/, phiên âm tiếng Việt là Phơ-ran-xít-cô Phơ-ran-cô) hay Francisco Franco y Bahamonde là một nhà hoạt động chính trị, quân sự và nhà lãnh đạo tối cao của Tây Ban Nha từ năm 1936 đến 1975. 
Giai đoạn nắm quyền của ông được xem là một trong những giai đoạn chia rẽ nhất trong lịch sử Tây Ban Nha thời hiện đại. Những người cánh tả coi Franco là một nhà độc tài, trong khi những người ủng hộ Franco ca tụng công lao to lớn của ông trong việc giữ Tây Ban Nha trung lập trong thế chiến thứ 2, loại bỏ ảnh hưởng của chủ nghĩa cộng sản ở trong nước, duy trì các giá trị truyền thống của quốc gia cũng như xây dựng và phát triển Tây Ban Nha trở thành một cường quốc về kinh tế ở châu Âu.

## Trước khi trở thành Quốc trưởng
Thời trẻ, Franco là một chàng trai tràn đầy lý tưởng. Ông đã tình nguyện đi chiến đấu từ năm 18 tuổi. Trên con đường binh nghiệp, ông - một người ranh mãnh có vẻ ngoài vô cùng điềm đạm - thăng tiến rất nhanh. Từ năm 1923 đến năm 1927, ông là người chỉ huy đạo quân lê dương tại xứ Maroc. Năm 33 tuổi, trong tay ông nắm gần như tất cả mọi quyền hành về quân sự. Năm 1933, ông trở thành Tổng tham mưu trưởng quân đội Tây Ban Nha. Sau chiến thắng của Mặt trận nhân dân, Franco rời bỏ chức này, và tiến hành đảo chính năm 1936. Ông đã thực hiện nội chiến chống những người cộng hoà.

## Thủ lĩnh tối cao

### Đối nội
Vào năm 1939, Franco lên làm quốc trưởng Tây Ban Nha và là tổng tư lệnh quân đội của nước này, được gọi là "lãnh tụ tối cao" (Caudilo, đọc là Cao-đi-lô).
Là một nhà độc tài, Franco đã thành lập một quốc gia dựa trên những thế lực của quân đội, Giáo hội và địa chủ. Nhà nước này kết hợp chủ nghĩa nghiệp đoàn và chủ nghĩa dân tộc đầu thế kỷ XX và tập trung vào các giá trị truyền thống. Từ năm 1947, ông khôi phục chế độ quân chủ, trở thành nhiếp chính vương trên thực tế của Tây Ban Nha. Năm 1969, tướng Franco chọn Juan Carlos làm người nối ngôi. Sau khi ông qua đời năm 1975, Juan Carlos I lên ngôi vua Tây Ban Nha.
Theo ước tính, khoảng từ 500.000 đến 1.000.000 người đã bị sát hại dưới chế độ Franco. Chế độ của ông còn hạ sát nhiều nghệ sĩ, trí thức và nhà chính trị người Tây Ban Nha, hoặc đày ải họ ở những nơi xa. Phần lớn trong số họ đến từ xứ Catalonia.

### Đối ngoại
Franco đã ký kết hiệp ước chống lại tổ chức Đệ Tam Quốc tế của những người cộng sản vào năm 1939.
Mặc dù trong Chiến tranh thế giới lần thứ hai (1939 - 1945), ông tuyên bố Tây Ban Nha là nước trung lập, nhưng quốc gia này lại phái một sư đoàn tham gia cùng quân đội Đức Quốc xã tấn công vào lãnh thổ Liên bang Xô viết vào năm 1941.
Năm 1956, nền thống trị của Tây Ban Nha tại Morocco (Bắc Phi) đã kết thúc. Đến năm 1968, đến lượt Guinea thuộc Tây Ban Nha tuyên bố độc lập, trở thành một quốc gia mới với tên gọi Guinea Xích Đạo.
Trong Chiến tranh Lạnh, Hoa Kỳ đã thành lập liên minh với Tây Ban Nha, vì Tây Ban Nha đã thể hiện thái độ chống cộng rõ rệt. Tổng thống Hoa Kỳ khi ấy là Richard Nixon đã ăn lát bánh mì nướng với Franco, và, sau khi Franco qua đời, Nixon chia buồn và tuyên bố rằng: "Tướng Franco mãi mãi là một người bạn và là một đồng minh trung thành của Hợp chúng quốc Hoa Kỳ."
Sau chiến tranh thế giới thứ hai, Tây Ban Nha về mặt chính trị và kinh tế khá tách biệt so với thế giới bên ngoài cho đến tận năm 1955. Trong thập niên 1960, Tây Ban Nha đã đạt được sự tăng trưởng kinh tế chưa từng thấy và được gọi Phép màu Tây Ban Nha, giúp chuyển đổi nước này thành một quốc gia công nghiệp hóa hiện đại. Từ năm 1959 đến 1974, Tây Ban Nha là nước có tốc độ tăng trưởng kinh tế nhanh nhất thế giới nếu không tính Nhật Bản. Các chính sách tự do hóa chính trị và kinh tế trong những năm cuối cầm quyền của Franco được thực hiện khiến cho ngành du lịch hết sức phát triển, mức sống của người dân Tây Ban Nha được nâng cao rõ rệt.

## Sau khi chết
Mặc dù sau cái chết của Franco quá trình chuyển đổi hòa bình cho dân chủ đã thành công, nhưng gần cả 30 năm mà không có một đánh giá tận gốc thời đại Franco.
Vì vậy, mãi đến đêm ngày 17 tháng 3 năm 2005 bức tượng cao bảy mét Franco tại Plaza de San Juan de la Cruz, tại Madrid mới bị dời bỏ. Trong đêm và ngày sau đó, cảnh sát đã phải can thiệp đối phó với một số đối thủ phản đối hành động này. Đại diện của phe đối lập, Đảng Partido Popular của cựu Thủ tướng José María Aznar đã chỉ trích chính sách này. Họ cho là với việc loại bỏ những "biểu tượng lịch sử trên đường phố" chỉ "mở lại những vết thương".